# Franz Schreker
Franz August Julius Schreker (ur. 23 marca 1878 w Monako, zm. 21 marca 1934 w Berlinie) – austriacki kompozytor, dyrygent i pedagog.

## Życiorys
Był synem nadwornego fotografa. W wieku 10 lat osierocony przez ojca, wyjechał wraz z rodziną do Wiednia. Studiował grę na skrzypcach u Sigismunda Bachricha (1892–1894) i Arnolda Roségo (1894–1897) oraz kompozycję u Roberta Fuchsa (1897–1900). Zadebiutował w 1896 roku w Londynie kompozycją Love Songs, pierwszy wielki sukces odniósł natomiast wystawioną w 1908 roku w Wiedniu pantomimą Der Geburtstag der Infantin. Działał jako organizator życia muzycznego, założył Verein der Musikfreunde w Döbling (1895). Był dyrygentem wiedeńskiej Volksoper (1907–1908) i pierwszym kierownikiem Philharmonischer Chor (1907–1920). Od 1912 do 1920 roku był wykładowcą kompozycji w Akademie für Musik und darstellende Kunst Wien. W 1920 roku wyjechał do Berlina, gdzie otrzymał posadę dyrektora Hochschule für Musik. Dokonał restrukturyzacji uczelni, przekształcając ją w nowoczesną placówkę pedagogiczną. Wraz ze wzrostem nastrojów antysemickich w Republice Weimarskiej, ze względu na żydowskie pochodzenie, stał się obiektem ataków ze strony nazistów. W 1931 roku musiał odwołać premierę swojej opery Christophorus, natomiast wystawieniu opery Der Schmied von Gent rok później towarzyszyły nazistowskie demonstracje. W 1932 roku został zwolniony ze stanowiska dyrektora Hochschule für Musik. Przez rok wykładał jeszcze w Preussische Akademie der Künste, jednak po dojściu NSDAP do władzy w 1933 roku utracił również tę posadę. Niedługo potem przeszedł zawał serca, który przyczynił się do jego śmierci.
Do jego uczniów należeli Alois Hába, Ernst Křenek, Karol Rathaus, Artur Rodziński i Hans Schmidt-Isserstedt.

## Twórczość
W młodości pisał pieśni na głos i fortepian, których tematyką była nieszczęśliwa miłość, życie pełne cierpienia, tęsknota i tragiczna ironia. Sięgał przy tym po teksty poetów mało znanych (np. Dora Leen) lub takich autorów, których domeną była proza (m.in. Lew Tołstoj). W twórczości operowej rozwinął koncepcję totalnego teatru muzycznego, w którym dramaturgia jest ściśle uwarunkowana muzyką, determinującą wydarzenia sceniczne. W treści swoich oper podejmował tematykę skomplikowanych relacji międzyludzkich, patologicznego erotyzmu, przemocy i alkoholizmu, nawiązując tym samym do nurtów ekspresjonistycznych i naturalistycznych w sztuce. W dojrzałej twórczości kompozytora widoczna jest predylekcja do gęstej, bogatej kolorystycznie faktury, ekspresjonistyczne frazy zestawiane są z szerokimi łukami melodycznymi, nadając dziełu głęboki wyraz dramatyczny. W warstwie harmonicznej stosował chromatykę i politonalność, przy wyraźnej jednak obecności centrów tonalnych.

## Wybrane kompozycje
(na podstawie materiałów źródłowych)

### Utwory orkiestrowe
- Love Songs na smyczki i harfę (1896, zaginione)
- Symfonia a-moll (1899)
- Ekkehard (1903)
- Romantische Suite (1903)
- Phantastische Ouvertüre (1904)
- Festwalzer und Walzerintermezzo (1908)
- Vorspiel zu einem Drama (1913)
- Kammersymphonie na 23 instrumenty solowe (1916)
- Kleine Suite na orkiestrę kameralną (1928)
- 4 Kleine Stücke (1930)
- Vorspiel zu einer grossen Oper (1933)

### Utwory kameralne
- Sonata skrzypcowa (1897)

### Utwory wokalno-instrumentalne
- Der Holdestein na sopran, bas, chór i orkiestrę, słowa Rudolf Baumbach (przed 1900)
- Der 116. Psalm na chór żeński, orkiestrę i organy (1900)
- Schwanengesang na chór i orkiestrę (1902)

### Pieśni na głos i fortepian
- 5 Lieder, słowa Freiherr von Lemayer, Lew Tołstoj, Theodor Storm, Julius Sturm, Ernst von Scherenberg (przed 1900)
- 8 Lieder, słowa Julius Sturm, Dora Leen, Ernst von Scherenberg, Theodor Storm (1900)
- 2 lyrische Gesänge, słowa Walt Whitman (1923), wersja na sopran i orkiestrę pt. Vom ewigen Leben (1927)

### Opery
- Flammen, libretto Dora Leen (1902, wyst. Wiedeń 1902)
- Der ferne Klang, libretto kompozytora (1901–1910, wyst. Frankfurt nad Menem 1912)
- Das Spielwerk und die Prinzessin, libretto kompozytora (1909–1912, wyst. Frankfurt nad Menem i Wiedeń 1913)
- Die Gezeichneten, libretto kompozytora (1913–1915, wyst. Frankfurt nad Menem 1918)
- Der Schatzgräber, libretto kompozytora (1915–1918, wyst. Frankfurt nad Menem 1920)
- Irrelohe, libretto kompozytora (1919–1922, wyst. Kolonia 1924)
- Christophorus, oder Die Vision einer Oper, libretto kompozytora (1924–1927, wyst. Fryburg Bryzgowijski 1978)
- Der singende Teufel, libretto kompozytora (1924–1928, wyst. Berlin 1928)
- Der Schmied von Gent, libretto według Smetse Smee Charlesa de Costera (1929–1932, wyst. Berlin 1932)

### Inne
- pantomima Der Geburtstag der Infantin, libretto kompozytora według Oscara Wilde’a (1908, wyst. Wiedeń 1908)
- balet Rokoko (1908)